# Jak być nieszczęśliwą i lubić to
Jak być nieszczęśliwą i lubić to (hiszp. Cómo ser infeliz y disfrutarlo) – hiszpańska komedia z 1994 roku w reżyserii Enrique Urbizu. Wyprodukowana przez Antena 3 Televisión, Atrium Productions, Canal+ España, Iberoamericana Films Producción i Promociones Audiovisuales Reunidas.
Premiera filmu miała miejsce 10 lutego 1994 roku w Hiszpanii.

## Opis fabuły
Film opisuje historię czterdziestoletniej Carmen (Carmen Maura), która jest atrakcyjną i aktywną zawodowo kobietą. Lubi towarzystwo mężczyzn i często spędza wieczory na zabawie i flirtowaniu. Pewnej nocy Carmen zastaje swojego męża martwego. Niestety, atak serca okazał się śmiertelny. Z dnia na dzień kobiecie załamuje się dotychczasowe życie.

## Produkcja
Zdjęcia do filmu kręcono w Madrycie i Rascafríi w Hiszpanii oraz w Paryżu we Francji.

## Obsada
Źródło: Filmweb
- Carmen Maura jako Carmen
- Antonio Resines jako Antonio
- Asunción Balaguer jako Doña Charo
- Pilar Bardem jako Portera
- Irene Bau jako Marta
- Francis Lorenzo jako Diego
- Ramón Madaula jako Romualdo
- Ferran Rañé jako Felipe
- Fernando Valverde jako Fernando D'Ocon
- El Gran Wyoming jako Miguel Ángel

i inni.